# Rębów (województwo mazowieckie)
Rębów – wieś sołecka w Polsce położona w województwie mazowieckim, w powiecie gostynińskim, w gminie Gostynin. We wsi znajduje się remiza Ochotniczej Straży Pożarnej. 
W średniowieczu znajdował się tu lokalny dwór biskupi z folwarkiem. W 1363 roku Jan Doliwa biskup poznański wydał przywilej na sołectwo w Rębowie na prawie średzkim. W 1419 roku posiadaczami wójtostwa w Rębowie byli rycerze Jarand i Jan ze Skłot z ziemi łęczyckiej.
W latach 1975–1998 miejscowość administracyjnie należała do województwa płockiego.